# Маеский, Иван
Иван Маеский (словац. Ivan Majeský; род. 2 сентября 1976 года, Банска-Бистрица, Чехословакия) — словацкий хоккеист, защитник.

## Карьера
Воспитанник хоккейной школы ХК «Банска Быстрица». Выступал за ХК «Банска Быстрица», ХКм «Зволен», «Ильвес» (Тампере), «Флорида Пантерз», «Атланта Трэшерз», «Спарта» (Прага), «Вашингтон Кэпиталз», «Кярпят» (Оулу), ХК «Линчепинг», ХИФК (Хельсинки), ХК «Кладно».
В составе национальной сборной Словакии провёл 90 матчей (4 гола); участник зимних Олимпийских игр 2002 и 2006, участник чемпионатов мира 2003, 2004, 2005, 2008, 2010 и 2011.

## Достижения
- Медаль Президента Словацкой Республики (14 мая 2003 года)[1]
- Бронзовый призер чемпионата мира (2003)
- Серебряный призер чемпионата Словакии (2000)
- Серебряный призер чемпионата Швеции (2007, 2008, 2011)
- Бронзовый призер чемпионата Финляндии (2001)